# Bacrana
Bacrana, Bacrã (em armênio: Բաք[ր]ան; romaniz.: Bak'[r]an) ou Maranda (Մարանդ, Marand), segundo a Geografia de Ananias de Siracena (século VII), foi um gavar (cantão) da província da Vaspuracânia, na Armênia.

## História
Bacrana fazia fronteira com Her e Zaravanda, dois distritos da Persarmênia com os quais, de acordo com inscrições urartianas, formava um território chamado Zaranda.  A depender do manuscrito, a Geografia de Ananias de Siracena oscila entre os nomes Bacrana e Maranda ao descrever o mesmo trecho da Vaspuracânia, o que levou Suren Eremyan a propor que são meras variantes, mas Robert Hewsen rejeitou a ideia e sugeriu, sem evidência incontroversa, que eram distritos vizinhos distintos. Compreendia uma área de 4 105 quilômetros quadrados e estava centrado em Bacrana / Maranda (a Marunda de Ptolomeu e talvez Filadélfia ), situada próxima da vila moderna de Bacrã. Alega-se que a cidade foi fundada por Tiridates I (r. 52–58) e batizada em honra a seu irmão Pácoro, que reinava na vizinha Atropatena. Quando Pácoro faleceu, foi sepultado em Bacrana, que recebeu um templo e posse do distrito circundante para sua manutenção. Presume-se que o nome da cidade deu nome ao distrito por volta do século II ou III. É possível que fosse um dos distritos do principado de Mardepetacânia, o território ancestral do mardepetes e mais tarde um grande domínio em posse da dinastia arsácida. Com a eventual anexação de Mardepetacânia pelos arzerúnidas, tornar-se-ia um dos territórios dessa família. Com a futura queda do Império Sassânida e a expansão islâmica na região, Bacrana deixou de ser um dos territórios da Vaspuracânia arzerúnida.